# Angela Friedrich
Angela Friedrich (* 11. November 1959 in Hamburg) ist eine Hamburger Politikerin der GAL-Hamburg und ehemaliges Mitglied der Hamburgischen Bürgerschaft.

## Leben und Politik
Angela Friedrich studierte an der Hamburger Universität für Wirtschaft und Politik in den Bereichen Soziologie und Stadtentwicklung. Sie arbeitete als Bauzeichnerin und studierte zur Zeit ihres Mandats an der TU-Hamburg-Harburg. Sie trat 1986 in die GAL ein und saß von 1989 bis Mai 1991 als Abgeordnete in der Hamburgischen Bürgerschaft. Sie gehörte der ersten Fraktion an, die nur durch Frauen besetzt wurde. 1989 verließ sie mit 5 anderen Abgeordneten die GAL-Fraktion und bildete die von der GAL unabhängige „Frauenfraktion“. Ihre Schwerpunkte in der politischen Arbeit waren die Bereiche Bau- und Stadtplanung sowie die Verkehrspolitik.